# Fritz Goßler
Fritz Goßler (* 10. März 1870 in Schwarzenbach an der Saale; † 1937 in Hof an der Saale) war ein deutscher Politiker (SPD/USPD). Er war Abgeordneter des Bayerischen Landtages (1919–1924).

## Leben
Goßler, Sohn eines Steinarbeiters, besuchte die Volksschule und absolvierte eine Lehre zum Porzellanmaler. Nach der Lehre ging er auf die Wanderschaft durch Deutschland, Österreich und Ungarn. Anschließend war er bis als Porzellanmaler tätig. Zwischen 1901 und 1907 war er Redakteur der sozialdemokratischen „Oberfränkischen Volkszeitung“ in Hof an der Saale. Im September 1905 nahm er am Parteitag der SPD in Jena teil. Von 1907 bis 1933 wirkte er als hauptamtliches Vorstandsmitglied bzw. als Direktor der Oberfränkischen Genossenschaftsweberei in Leupoldsgrün.
Goßler war Soldat im Ersten Weltkrieg und trat 1917 zur Unabhängigen Sozialdemokratischen Partei Deutschlands (USPD) über. 1919/1920 war er Mitglied des Kreistages Oberfranken und Vorsitzender des Bezirkstages Hof. Von Januar 1919 April 1924 gehörte er als Mitglied dem Bayerischen Landtag an und fungierte von Juli bis November 1920 als Zweiter Vizepräsident des Bayerischen Landtags. In der ersten Wahlperiode (1919/20) war er dort zudem Mitglied des Beamtenbesoldungs-Ausschusses sowie des Ausschusses für auswärtige Angelegenheiten. In der zweiten Wahlperiode (1920–1924) gehörte er dem Ausschuss für Wahlprüfungen an und war stellvertretender Schriftführer.
Im November 1922 kehrte Goßler zurück zur SPD. Er war später Vorsitzender der SPD in Leupoldsgrün und gehörte dem Ältestenrat der SPD an.